# Teodozij II.
Teodozij II. (Flavius Theodosius Junior Augustus), tudi  Teodozij Mlajši in Teodozij Lepopisec,  cesar Bizantinskega cesarstva od leta 408 do 450, * 10. april 401, † 28. julij 450.
Najbolj poznan je po ustanovitvi konstantinopelske univerze (425), kodifikacije rimskega prava v Teodozijev zakonik (Codex Theodosianus, 438) in graditvi Teodozijevega obzidja v Konstantinoplu. Bil je izobražen, vendar bojazljiv vladar, ki je vse svoje vladanje preživel v Konstantinoplu in je državniške posle prepuščal svojim dostojanstvenikom, predvsem svoji ambiciozni sestri Pulheriji.

## Življenjepis
Rojen ke bil leta 401 kot edinec cesarja Arkadija in njegove v frankovske žene Aelije Evdoksije. Leta 408 mu je oče umrl in Teodozij je kot sedemleten otrok postal cesar vzhodnega dela Rimskega cesarstva. 
V njegovem imenu je najprej vladal pretorijanski prefekt Antemij, ki je nadziral graditev Teodozijevega obzidja v Konstantinoplu. 
Leta 414 je bila Teodozijeva sestra Pulherija razglašena za avgusto in postala njegova regentka. Leta 416 je sam prevzel vladarske posle, vendar je ostal pod močnim sestrinim vplivom. Junija 421 se je poročil z Grkinjo Aelijo Evdokijo, s katero je imel hčerko Licinijo Evdoksijo. 
Todozijevo naraščajoče zanimanje za krščanstvo, ki ga je vzpodbujala sestra Pulherija, je sprožilo vojno proti Sasanidonm (421-422), ki so preganjali kristjane. Vojna se je hitro končala, ker so bili Bizantinci primorani skleniti premirje zaradi hunskega ogrožanja Konstantinopla.
Leta 423 je umrl cesar Zahodnega cesarstva in Teodozijev stric Honorij. Za novega cesarja je bil razglašen primicerius notariorum Ivan. Honorijeva sestra Gala Placidija in njen mlajši sin Valentinijan sta pobegnila v Konstantinopel, da bi dobila pomoč in Teodozij je po krajšem preudarku sprožil vojno proti uzurpatorju Ivanu. Vojna se je končala maja 425 z razglasitvijo Valentinijana za cesarja pod regentstvom svoje matere. Da bi okrepili vezi med obema deloma cesarstva, so z Valentinijanom zaročili Teodozijevo hčerko Licinijo Evdoksijo.

### Univerza in Zakonik
Teodozij je leta 425 ustanovil Konstantinopelsko univerzo s 15 grškimi in 16 latnskimi katedrami. Najpomembnejši študijski predmeti so bili pravo, filozofija, medicina, aritmetika, geometrija, astronomija, glasba in retorika.
Leta 429 je imenoval komisijo, ki bi morala zbrati vse zakone, objavljene od vladanja Konstantina I. dalje, in jih formalizirati v pravni sistem. Načrt je ostal nedokončan. Naslednja komisija, ki se je zbrala v Konstantinoplu, je uspela zbrati vso splošno zakonodajo in jo leta 438 objaviti v Teodozijevem zakoniku (Codex Theodosianus). Zakonik je postal osnova za zakonik cesarja Justinijana I., ki je nastal v naslednjem stoletju.

### Vojne s Huni
Hunska poglavarja Rua in njegov bratranec Atila sta ravno med Teodozijevim vladanjem privedla hunsko moč do viška. Bizantinska meja na Donavi je bila dobro utrjena, Teodozij pa je leta 424 kljub temu privolil, da bo najvplivnejšemu poglavarju Rui plačeval letni davek. Atila in njegov brat Bleda sta leta 433 zahtevala podvojitev davka na 700 liber  (229 kg) zlata letno. Teodozij je njuno zahtevo sprejel in se poleg tega obvezal, da ne bo sprejemal beguncev, ki bodo pred Huni zbažali v Bizantinsko cesarstvo in da se ne bo združeval z drugimi plemeni proti Hunom. 
Dogovor je veljal, dokler ni Atila pokoril svojih vzhodnih sosedov in se leta 441 ponovno lotil Bizantinskega cesarstva s kombinacijo ropanja balkanskih provinc in izsiljevanja visokega davka.  Leta 441 je izkoristil odstotnost bizantinske vojske in opustošili balkanska mesta od Naisa (Niša) do Filipopolisa (Plovdiva). Cesarska vojska, ki se je vrnila s Sicilije, je v Trakiji doživela težak poraz in Atila je leta 443 dobil enkratno odškodnino 6000 liber zlata in letni davek v višini 2100 liber. Uspeh so samo še povečali Atilov pohlep in njegova vojska je leta 447 ponovno vpadla na Balkan in prodrla na jug do Termopil, na vzhodu pa požgala vse samostane izven konstantinopelskega obzidja. Atila je poleg obnove plačevanja davka zahteval ozemlje na severni obali Donave od Singidunuma (Beograd) do Nove (Svištova) pet dni hoda v globino. Teodozij je tudi te zahteve sprejel in majsevernejše bizantinsko mesto je postal Niš. Sledil je poskus atentata na Atilo, ki zaradi izdaje ni uspel. Podložniško politiko do Hunov je spremenil šele cesar Marcijan (vladal 450-457) in Huni so se zatem obrnili proti Zahodnemu rimskemu cesarstvu.

### Vojne z Vandali
Leta 429 so Vandali z Iberskega polotoka preko Gibraltarske ožine vdrli v severno Afriko in začeli prodirati proti vzhodu. Ko so leta 439 zavzeli Kartagino, sta Vzhodno in Zahodno cesarstvo poslali svojo vojsko na Sicilijo, od koder naj bi obe vojski napadli Vandale. Načrt je spodletel, ker so Huni in Perzijci izkoristili odsotnost vojske in Bizantinskemu cesarstvu napovedali vojno.

### Vojne s Perzijci
Perzijski kralj Jazdegerd I. je bil sprva naklonjen kristjanom, pred smrtjo pa jih je začel preganjati. Nekaj perzijskih podložnikov krščanske vere je zato pobegnilo v Bizantinsko cesarstvo. Teodozij je zavrnil zahtevo za njihovo izročitev in začel utrjevati trdnjave na meji s Perzijo. Po Jazdegerdovem uboju leta 421 je njegov sin Bahram V. nadaljeval s preganjanjem kristjanov. Teodozij je zato na vzhod poslal svojega generala Ardaburija, zmagovalca nad uzurpatorjen Ivanom. Po porazu Perzijcev pri Nizibisu in neuspelem poskusu Bahrama V., da preide v ofenzivo, sta državi leta 422 sklenili stoletno premirje, perzijski kralj pa je obljubil strpno politiko do kristjanov.  
Odnosi s Perzijo so bili dobri do leta 441, ko je vrhovni poveljnik Anatolije (magister militum per Orientem) dodatno utrdil armensko mejo s Perzijo. Kralj Jazdegerd II. je imel njegovo potezo za izzivanje in je oplenil bizantinska obmejna mesta. Bizantinsko cesarstvo je bilo ravno takrat pod velikim pritiskom Atilovih Hunov in se ni moglo spopasti s Perzijci. Na srečo so takrat Perzijce napadli zakavkaški Huni in cesarstvi sta sklenili premirje, ki je trajalo do leta 502.

### Teološke razprave
Ko je konstantinopelski patriarh Nestor (428-431), učenec antioške teološke šole, začel oporekati Jezusovi materi Mariji naslov Matere Božje (grško: Θεοτόκος [Theotókos]), je odprl široko razpravo o odnosu božanskega in človeškega v Kristusovi osebnosti. Nestorjevo učenje sta energično napadla aleksandrijski nadškof Ciril in papež Celstin I.. Ker so se spori začeli širiti po cesarstvu, je Teodozij leta 431 v Efezu sklical tako imenovani Efeški ekumenski koncil, na katerem so Cirilovi pristaši dobili podporo avguste Pulherije. Vzhodni nadškofi, na čelu z antiohijskim nadškofom Ivanom, so napovedali svojo zamudo, vendar je Ciril kljub njihovi in Nestorjevi odsotnosti Nestorja obsodil herezije. Ko so nadškofi končno prišli na koncil, je nastal popoln razkol, tako da je morala zaradi nemirov posredovati cesarska vojska.  Nestorja so odstavili in izgnali, Cirilova stranka pa je doživela popolno zmagoslavje. 
Sklepi Efeškega ekumenskega koncila  niso prinesli miru niti v cerkvene niti v posvetne kroge in leta 448 je konstantinopelski menih Evtih odprl novo veliko teološko vprašanje, ki je izšlo prav iz kritike nestorianizma, in trdil, da v Kristusu prevladuje božja narava. Njegovo učenje je prevzel tudi Cirilov naslednik Dioskur Aleksandrijski. Teodozij je kljub nasprotovanju papeža Leona I. leta 449 sklical nov ekumenski koncil, tudi tokrat v Efezu, na katerem so Evtihovo učenje sprejeli kot pravilno. Ker na koncilu papeževim legatom niso dovolili prebrati Leonoveka pisma, so koncil razglasili za "razbojniški". Zmaga Evtihovih pristašev ni trajala dolgo, ker sta Pulherija in njen mož Marcijan po Teodozijevi smrti sklicala Četrti ekumenski koncil v Halkedonu, ki je obsodil monofizitizem.

## Smrt
Teodozij je umrl leta 450 zaradi posledic nezgode pri jahanju. Sledila je borba za prestol, v kateri je Pulherija, ki se je malo pred tem vrnila na dvor, premagala evnuha Hrizafija in se poročila z generalom Marcijanom, ki je postal Teodozijev naslednik. 